# Municipio de Sherman (condado de Keweenaw)
El municipio de Sherman (en inglés: Sherman Township) es un municipio ubicado en el condado de Keweenaw en el estado estadounidense de Míchigan. En el año 2010 tenía una población de 67 habitantes y una densidad poblacional de 0,37 personas por km².

## Geografía
El municipio de Sherman se encuentra ubicado en las coordenadas 47°15′59″N 88°12′54″O / 47.26639, -88.21500. Según la Oficina del Censo de los Estados Unidos, el municipio tiene una superficie total de 179.34 km², de la cual 168,76 km² corresponden a tierra firme y (5,9 %) 10,59 km² es agua.

## Demografía
Según el censo de 2010, había 67 personas residiendo en el municipio de Sherman. La densidad de población era de 0,37 hab./km². De los 67 habitantes, el municipio de Sherman estaba compuesto por el 92,54 % blancos, el 1,49 % eran de otras razas y el 5,97 % eran de una mezcla de razas. Del total de la población el 2,99 % eran hispanos o latinos de cualquier raza.